# ثوم طوروسي
ثوم طوروسي (الاسم العلمي: Allium tauricum) هو نوع من النباتات يتبع جنس الثوم من فصيلة النرجسية. سمي هذا النوع نسبةً إلى جبال طوروس في تركيا.